# ملیینه
شهر ملیینه (به روسی: Мељине) در کشور مونته‌نگرو واقع شده‌است. جمعیت این شهر ۱٬۱۲۰ نفر  است.